# Tomice (Klein-Polen)
Tomice is een dorp in het Poolse woiwodschap Klein-Polen, in het district Wadowicki. De plaats maakt deel uit van de gemeente Tomice en telt 2185 inwoners.